# Taylor Ward
Joseph Taylor Ward (né le 14 décembre 1993 à Dayton, Ohio) est un joueur de troisième but et voltigeur des Ligues majeures de baseball jouant pour les Angels de Los Angeles.

## Biographie
Lors du repêchage de la Ligue majeure de baseball 2015, Taylor Ward est sélectionné en 26e position par les Angels de Los Angeles en tant que receveur. 
En 2022, Taylor Ward commence la saison en frappant efficacement, et devient le deuxième joueur après Roger Maris en 1958 à réaliser un double, un triple, un grand chelem et quatre points dans même rencontre lors d'une victoire 9 à 5 contre les Guardians de Cleveland.